# Тихвинка (Сланцевский район)
Тихвинка — деревня в Черновском сельском поселении Сланцевском районе Ленинградской области.

## История
Деревня Тихвинка упоминается на карте Санкт-Петербургской губернии Ф. Ф. Шуберта 1834 года.

ТИФИНКА — деревня принадлежит князю Михайле Дондукову-Корсакову, число жителей по ревизии: 51 м. п., 56 ж. п. (1838 год)

ТИФИНКА — деревня князя Дондукова-Корсакова, по просёлочной дороге, число дворов — 16, число душ — 60 м. п. (1856 год)

ТИХВИНКА — деревня владельческая при колодце, число дворов — 22, число жителей: 62 м. п., 67 ж. п. (1862 год) 

В XIX — начале XX века деревня административно относилась к Черновской волости 1-го земского участка 1-го стана Гдовского уезда Санкт-Петербургской губернии.
Согласно Памятной книжке Санкт-Петербургской губернии 1905 года деревня входила в Тихвинское сельское общество.

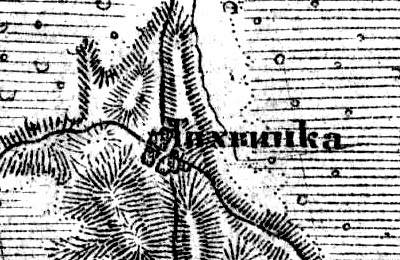
Деревня Тихвинка на карте 1919 года

С 1917 по 1922 год деревня входила в состав Кольцовской волости Гдовского уезда.
С 1922 года, в составе Тихвинского сельсовета Выскатской волости.
С 1924 года, в составе Боровенского сельсовета.
С августа 1927 года, в составе Рудненского района.
С 1928 года, в составе Черновского сельсовета Кингисеппского района. В 1928 году население деревни составляло 176 человек.
По данным 1933 года деревня Тихвинка входила в состав Черновского сельсовета Кингисеппского района.
С января 1941 года в составе Сланцевского района.
С 1 августа 1941 года по 31 января 1944 года германская оккупация.
С 1963 года в составе Кингисеппского района.
По состоянию на 1 августа 1965 года деревня Тихвинка входила в состав Черновского сельсовета Кингисеппского района. С ноября 1965 года, вновь в составе Сланцевского района. В 1965 году население деревни составляло 31 человек.
По данным 1973 и 1990 годов деревня Тихвинка входила в состав Черновского сельсовета Сланцевского района.
В 1997 году в деревне Тихвинка Черновской волости постоянного населения не было, в 2002 году — проживали 7 человек (русские — 86 %).
В 2007 году в деревне Тихвинка Черновского СП проживали 9 человек, в 2010 году — постоянного населения не было.

## География
Деревня расположена в северной части района к югу от автодороги 41К-005 (Псков — Краколье).
Расстояние до административного центра поселения — 10 км.
Расстояние до ближайшей железнодорожной платформы Ищево — 3 км.
Близ деревни протекает река Чёрная (Черновка).

## Демография
| 1862 | 2007 | 2010 | 2017 |
| ---- | ---- | ---- | ---- |
| 129  | ↘9   | ↘0   | ↗5   |